# Garnotia linearis
Garnotia linearis är en gräsart som beskrevs av Jason Richard Swallen. Garnotia linearis ingår i släktet Garnotia och familjen gräs.
Artens utbredningsområde är Fiji. Inga underarter finns listade i Catalogue of Life.